# Ultra Motor
Ultra Motor is een elektrisch aandrijvingsconcept voor wegvoertuigen en wordt sinds 2002 verder ontwikkeld en op de markt gebracht door de Ultra Motor company. Het concept is bedacht door Vasily Shkondin. Kenmerk van het concept is een platte, permanente magneet wiel motor en aandrijving met een dubbele efficiency vergeleken met andere elektromotoren.
De afzetmarkt van de elektrische tweewielers is momenteel hoofdzakelijk India.